# إبراهيم بن يحيى الأشهبي
أبو إسحاق إبراهيم بن يحيى بن عثمان بن محمد الكلبي الأشهبي (441 هـ/1023 م - 524 هـ/1130 م) ويُلقَّب بالأديب الغزِّي. هو شاعر عربي من غزة عاش في القرن السادس الهجري.

## سيرته
ولِدَ إبراهيم بن يحيى بن عثمان في مدينة غزة، وإليها يُنسَب، وكانت ولادته في سنة 414 هـ. ثمَّ انتقل إلى صور، وتلقَّى تعليمه هناك، ثُمَّ غادر صور وتوجَّه صوب دمشق وتتلمذ فيها على يدي نصر المقدسي، ثُمَّ غادر مرة أخرى متوجِّهاً هذه المرة إلى بغداد، وفي بغداد التحق بالمدرسة النظاميَّة.

## شعره
إبراهيم بن يحيى الأشهبي شاعر مُكثِر، غير أن جزءاً من شعره أتلفه هو بنفسه، وما وصل إلينا هو ما اختاره من أشعاره. وتناول إبراهيم في شعره الوصف والعتاب والهجاء والغزل، بينما أكثر شعره في المديح، وله قصائد ماجنة وأخرى مشبعة بالحكمة. توجد مخطوطة لديوان شعره في دار الكتب المصرية تضمُّ خمسة آلاف بيت، ونُشِرَ ديوانه في عام 1970 بتحقيق رفيق حسن حلمي في مصر.

## وفاته
خرج إبراهيم بن يحيى الأشهبي من مرو إلى بلخ، فتوفي في الطريق سنة 524 هـ، فحمل إلى بلخ فدفن بها، وكان يقول: «إني لأرجو أن يعفو الله عني ويرحمني لأني غريب، ولأني شيخ مسن قد جاوزت السبعين، ولأني من ‌بلد ‌الإمام ‌الشافعي» 